# Justynian II Rhinotmetos
Justynian II (gr. Ιουστινιανός Β΄, łac. Iustinianus II). Przydomek Rhinothmetos oznacza „Obciętonosy” (Justyniana II faktycznie poddano rhinokopi, czyli obcięciu nosa). Żył w latach ok. 669–711. Starszy syn cesarza Konstantyna IV i jego żony Anastazji. Wiosną 685 roku został mianowany współcesarzem przez ojca, jednakże razem rządzili jedynie do września tego samego roku. Samodzielnie władał cesarstwem w latach 685–695 i 705–711.

## Pierwszy okres panowania
Za jego rządów dokonano formalnej unifikacji urzędu konsula i cesarza, czyniąc z tego ostatniego głowę państwa nie tylko de facto ale także de iure. Był niepopularny w Konstantynopolu, wprowadził rządy terroru. Pomyślnie walczył z Bułgarami i Słowianami. Początkowo utrzymywał pokojowe stosunki z Arabami, dzięki czemu udało mu się odzyskać Armenię, którą ponownie utracił. Prowadził zakrojoną na szeroką skalę działalność kolonizacyjną. W zamian za korzystny układ z Saracenami zgodził się przyjąć i osiedlić w cesarstwie chrześcijańskich górali – Mardaitów, którzy wcześniej prowadzili partyzancką walkę z niewiernymi w okupowanej Syrii. Po zwycięskiej wojnie z Bułgarami i Słowianami przesiedlił kilkadziesiąt tysięcy tych ostatnich do Azji Mniejszej. Sprowadził z Cypru w okolice Kyzikosu wielu Cypryjczyków, co doprowadziło do zerwania pokoju z Arabami. Wojna, która wynikła z tego faktu, zakończyła się niepowodzeniem cesarstwa na skutek zdrady oddziału złożonego ze słowiańskich przesiedleńców.

## Wygnanie
W 692 cesarz zainicjował Sobór in Trullo, który wprowadził równorzędność między biskupem Rzymu a patriarchą Konstantynopola. Postanowienia te spowodowały opór biskupa Rzymu Sergiusza. Próba siłowego rozwiązania tego problemu doprowadziła do buntu garnizonu Rzymu i Rawenny przeciwko cesarzowi. Został obalony w 695, a po okaleczeniu przez rhinokopię (obcięcie nosa) wygnany do Chersonezu na Krymie. Z obawy o swoje życie uciekł na dwór kagana Chazarów i ożenił się z jego siostrą, która przybrała greckie imię Teodora (ok. 702). Jednakże wpływy, drugiego z kolei, uzurpatora na tronie w Konstantynopolu – Tyberiusza Apsimarosa sięgały aż do państwa Chazarów. Władca chazarski był zaś gotów wydać cesarza za cenę dobrych stosunków z nowym władcą Rzymian. Ostrzeżony Justynian zdążył zbiec na dwór bułgarskiego władcy Terwela. Uzyskał od niego pomoc wojskową, z której pomocą wyprawił się na stolicę. Jesienią 705 roku stanął pod murami Konstantynopola, do którego dostał się wraz z garstką towarzyszy przez akwedukt. Jego niespodziewane pojawienie się w mieście wywołało powszechną panikę, co pozwoliło mu ponownie przejąć władzę.

## Drugi okres panowania
Cesarz sprowadził do Nowego Rzymu swoją żonę i małoletniego syna, który otrzymał imię Tyberiusz i został współrządcą ojca. Justynian okrutnie zemścił się na obu uzurpatorach (pierwszy z nich – Leoncjusz został wcześniej obalony przez Tyberiusza Apsimarosa, pozbawiony nosa i umieszczony w klasztorze). Obu sprowadzono w łańcuchach na hipodrom, gdzie cesarz używał ich jako podnóżka w czasie wyścigu rydwanów. Po tym akcie upokorzenia obaj zostali straceni. Cesarz zemścił się także na mieszkańcach Rawenny, którzy, w jego ocenie, nie dość gorliwie działali w sprawie uwięzienia papieża Sergiusza. Miasto zostało złupione, jego biskup oślepiony, a wielu mieszkańców sprowadzono do stolicy dla dokonania tam egzekucji. Cesarz planował również pomścić swoje krzywdy doznane od mieszkańców Chersonezu. Trzecia z kolei ekspedycja karna wysłana do miasta zbuntowała się jednak przeciw legalnemu władcy i przyłączyła się do buntu, któremu przewodził oficer ormiańskiego pochodzenia – Filipikos Bardanes. Kiedy flota z uzurpatorem na pokładzie przybyła do Konstantynopola, mieszkańcy miasta otworzyli przed nim bramy. Cesarz, wraz z całą rodziną, został zgładzony, a jego głowę wysłano do Rawenny i Rzymu, gdzie była wystawiona na widok publiczny (711). Wraz ze śmiercią Justyniana i jego syna Tyberiusza kończy się okres panowania dynastii herakliańskiej.

## Rodzina
Jego pierwszą żoną była Eudokia, Justynian II miał z nią jedną córkę:
- Anastazję, zaręczoną z Terwelem.

Jego drugą żoną była Teodora z Chazarii, Justynian II miał z nią jednego syna:
- Tyberiusza, współcesarza w latach 706–711.